# Igreja Presbiteriana da Índia
A Igreja Presbiteriana da Índia (IPI) (em inglês Presbyterian Church of India)  é uma denominação reformada e evangélica na Índia com mais de 1.576.830 de membros, sendo assim a terceira maior denominação protestante na Índia.

## História
Em 1799 Serampore foi um protetorado da Dinamarca. Os primeiros governantes britânicos da Índia eram contra a presença de missionários cristãos ativos na Índia, mas Wlliam Carey (1761-1834) estabeleceu uma missão em Serampore em 1799, entre o povo Khasi, que se tornou conhecida como o berço das missões modernas. 
Dois Khasis foram convertidos através do ministério de Krishna Chandra Pal, que substituiu por William Carey em 1813, e trabalhou no posto avançado de negociação de Pandua, situado nas planícies Sylhet. No mesmo ano, uma estação de missão foi aberta em Khasi e Jaintia. 
William Carey, encorajado pelos esforços de Krishna Pal, começou uma tradução da Bíblia para o Khasi usando o Bengali. Em 1832, Carey patrocinou Alexander B. Lish como missionário em Cherrapunjee. Lish ficou seis anos entre os Khasis, aprendeu a língua, abriu escolas, e traduziu o Novo Testamento para a língua Khasi. A escrita era desconhecido do povo Khasi naquela época, de forma que o trabalho dos missionários foi importante para tornar a língua oral em escrita. Assim começou a história dos esforços missionários de Gales na terra dos Khasis.  
O Secretário da Missão de Galês, o reverendo John Thomas Jones de Aberriw, tinha um forte desejo de trabalhar na Índia. O reverendo Jones conseguiu obter o apoio de sua congregação e incorporou-se a Sociedade Missionária de Gales, para que mandassem-no para trabalhar entre os Khasis.
A Agência de Missões Exteriores da Igreja Metodista Calvinista de Galês (que posteriormente passou a chamar-se Igreja Presbiteriana de Gales) começou em Liverpool em 1840. No início desta igreja tinha apoiado o trabalho da Sociedade Missionária da Cidade de Londres (SMCL) tanto em termos de apoio domiciliário e também na agência no exterior. Quatro metodistas calvinistas foram enviados pelo pela Sociedade até 1840. No entanto, surgiu um sentimento entre galeses calvinistas, especialmente aqueles no Norte de Gales, de que os calvinistas galeses não serem suficientemente representados na SMCL e que, além disso, as Igrejas Metodistas não tinha feito o que deveriam ter feito em evangelizar o mundo pagão. Um ex-missionário da SMCL, chamado de Jacob Tomlin excursionou para a terra dos Khasis antes de 1840 e recomendou que os calvinistas galeses adotassem esta área como sua primeira missão. A área tinha sido mantida sob dominação britânica com um satélite militar em Chrrapunji.  
Em 1874 os montes Khasia e Juntia e as planícies de Assam foram designados para província de Assam. O primeiro missionário, Rev. Thomas Jones, saiu com sua esposa para Cherrapunji em novembro de 1840. Eles chegaram à planície supostamente mais chuvoso na terra em junho de 1841. O Rev. Jones aprendeu a língua Khasi e após um ano abriu escolas com a sua publicação: Primeiro Leitor Khasi. O reverendo foi ajudado por uma série de outros missionários galeses.  
O trabalho missionário teve início em 1841. Os dois primeiros convertidos à fé cristã a partir do povo Khasi foram batizados março de 1846, e em 1896 foi formada a Assembleia da Igreja Presbiteriana Jaintia Khasi (que funcionou como um presbitério). Em 1897 o Rev. DE Jones começou a trabalhar entre o povo Mizo, transformando outra língua oral em escrita, de forma a missão cresceu e no ano de 1901 havia mais de 15 mil cristão na região. (Em 2000, 85% da população Mizo já era cristã).   
Muitos outros missionários presbiterianos também serviram na Índia, como Samuel H. Kellogg, tradutor da Bíblia para o Hindi. 
Em 1924 outras duas assembleias foram formadas. Dois anos depois, em 1926 foi formado o Sínodo da Igreja Presbiteriana em Assam. 
A expansão em curso da Igreja Presbiteriana em Assam resultou na inauguração de uma quarta Assembleia em 1930. No entanto, quando o país foi dividido entre Índia e Paquistão, em 1947, uma parcela muito grande das planícies Sylhet-Cachar ficou com o Paquistão Oriental (hoje Bangladesh). Por isso, a Assembleia das planícies de Sylhet-Cachar não poderia continuar a função. A expansão da Igreja em diferentes áreas e os acontecimentos históricos que ocorreram, levaram à alterações de determinadas disposições da Constituição de modo a torná-la relevante para contextos novos e em mudança. Em 1953, o mais alto órgão de igreja, o "Sínodo", foi rebatizada de "Assembleia", enquanto cada uma das assembleias constituintes passaram a chamar-se de "Sínodos". Seis anos mais tarde, em 1959, a Assembleia da Igreja Presbiteriana em Assam recebeu novos membros de Manipur Sul dentro de sua dobra. 
A Constituição mais uma vez sofreu alterações em 1968 e o nome da Igreja Presbiteriana em Assam foi mudado para Igreja Presbiteriana no Nordeste da Índia (IPNEI).  
O ano de 1969 testemunhou grandes acontecimentos para a igreja: A criação do Escritório Central da Conferência em Shillong com Secretários Administrativos permanentes; a formação de Comissão de Trabalho para ajudar no bom funcionamento da Assembleia e, a partida dos missionários galeses após 128 anos de serviços missionários. Como a Assembleia continuou a crescer, outros eventos importantes seguido a formação da Fraternidade dos Jovens Presbiterianos na Assembleia de 1974; a filiação da IPNEI ao Conselho Nacional de Igrejas na Índia e com a Aliança Mundial das Igrejas Reformadas em 1977; com o Concílio Mundial Para Missão em 1978; a inauguração do Sínodo Manipur em 1978; a filiação a Conferência Cristã da Ásia, em 1985; A formação da Fraternidade das mulheres Presbiterianas na Assembleia e 1986; e a filiação ao do Conselho Ecumênico Reformado em 2003. 
A Igreja continuou a crescer incorporando vários grupos presbiterianos no país passando a chamar-se Igreja Presbiteriana da Índia em 1992. O número dos Sínodos constituintes da Assembleia passou de quatro para sete, com a criação do Sínodo Ri Bhoi e o  Sínodo Biateram, em 1996, e com a bifurcação do Sínodo Khasi Jaintia Mihngi e do Sínodo Khasi Jaintia em dois Sínodos: Sínodo Khasi Jaintia Mihngi e Sínodo Khasi Jaintia  Sepngi em 2002.    
No mesmo ano, 2002, o nome da "Assembleia", também foi alterado para "Assembleia Geral" e a formação de Assembleias Regionais foi dada disposição constitucional em 2004. O Sínodo Zou foi novamente estabelecida em 2006. Os Presbitérios no Karbi Anglong foram colocados sob a Área Administrativa da Assembleia Geral e nomeado como Área Administrativa Karbi Anglong da Assembleia Geral.

## Atualidades
A Assembleia Geral é um órgão de cúpula que compreende oito sínodos: Mizoram, Tribos Cachar, Manipur, Biateram, Ri Bhoi, Khasi Jaintia Sepngi (KJ Sepngi), KJ Mihngi e Zou.  IPI tem sua sede em Shillong, capital de Meghalaya (estado no nordeste da Índia). 

## Demografia
| Ano  | Igrejas | Pastores | Presbitérios | Membros   |
| ---- | ------- | -------- | ------------ | --------- |
| 2004 | 2.931   | 899      | 111          | 1.271.473 |
| 2014 | 4.416   | 957      | 124          | 1.347.683 |
| 2016 | 4.313   | 1.030    | 132          | 1.405.781 |
| 2018 | 4.616   | 1.089    | 137          | 1.467.529 |
| 2020 | 4.013   | 1.245    | 142          | 1.576.830 |
| 2024 | 4.054   | 1.286    | 137          | 1.605.423 |

Em 2004 a denominação tinha 1.271.473 membros, 111 presbitérios e 899 ministros em 2931 igrejas locais. Em 2016 as estimativas foram em 1.405.781 membros, 132 presbitérios, 1030 ministros em 4.313 igrejas locais. 
Em 2018 a igreja registrou 4.616 igrejas, 1.089  pastores, 137 presbitérios e  1.467.529 membros. 
A partir de 2018, a Igreja Presbiteriana da Índia é uma das maiores denominações presbiterianas do mundo, superando a Igreja Presbiteriana (EUA) e Igreja Presbiteriana do Brasil.
Em 2022, a denominação relatou ter 1.576.830 membros, superando assim a Igreja Presbiteriana na Coreia (BaekSeok) e tornando-se a 11ª maior denominação presbiteriana do mundo.
Em 2024, a denominação relatou ter 1.605.423 membros,  4.054 igrejas, 1.286 e 137 presbitérios.

## Doutrina
A IPI subscreve a Confissão de Fé de Westminster, o Credo dos Apóstolos e uma confissão de fé própria.

## Relações Inter-Eclesiásticas
A denominação já foi membro da Fraternidade Reformada Mundial. 
É membro do Concílio Mundial Para Missão e Comunhão Mundial das Igrejas Reformadas.
A IPI mantém relações com denominações relacionadas, tais como a Igreja Presbiteriana da Coréia (TongHap) e a Igreja Unida na Austrália. Além disso nunca deixou de se relacionar com a Igreja Presbiteriana de Gales. No âmbito local  tem laços com o Conselho de Igrejas Batistas no Nordeste da Índia (CIBNEI) e a Igreja do Norte da Índia.   
A igreja começou uma parceria com a Igreja Presbiteriana (EUA) em 1999. Esta cooperação foi dissolvido em 2012, quando a IP(EUA) votou a ordenar clérigos abertamente homossexuais para o ministério.   
Na sua Assembleia Geral de 2012 a IPI rejeitou a proposta de adesão ao Concílio Mundial das Igrejas.